# Ala Pugačova
Ala Borisovna Pugačova (rusko Алла Борисовна Пугачёва), ruska pevka in igralka, * 15. april 1949, Moskva, Ruska SFSR, Sovjetska zveza (danes Rusija).
Znana je po svojem zahodnjaškem slogu izvajanja, ki ohranja slovanski pridih, in bujnih odrskih nastopih. Velja za eno najslavnejših sodobnih ruskih glasbenic.

## Kariera
Šolala se je za zborovsko dirigentko v Moskvi, kmalu pa se je posvetila petju in prvič nastopila leta 1965. Naslednjih deset let je kot članica različnih varietejev potovala po Sovjetski zvezi in iskala svoji osebnosti primeren glasbeni izraz, medtem pa je razvijala lasten slog. Zaslovela je z zmago na mednarodnem festivalu Zlati Orfej v Bolgariji s skladbo »Arlekino«, ki je kmalu po tistem izšla pri državni založbi Melodija. Po tistem so se vrstili uspehi, razprodani koncerti in festivalske nagrade. Po nekaterih podatkih je bilo do leta 1997 prodanih več kot 250 milijonov izvodov albumov.
Redno je nastopala v Evropi, po zaslugi slave v domovini je kot ena redkih sovjetskih izvajalk imela priložnost peti tudi na Zahodu, med drugim na festivalu Sanremo leta 1987. Izven rusko govorečega območja sicer ni doživela posebnega uspeha, niti kot predstavnica Rusije na Pesmi Evrovizije leta 1997 v Dublinu. Takratni predsednik Mihail Gorbačov ji je leta 1991 podelil naziv ljudske umetnice Sovjetske zveze.
Od konca 1970. let je nastopala tudi v različnih filmih.

## Zasebno življenje
Njeno ljubezensko življenje opisujejo kot »kaotično«, je večkrat poročena in ločena ter znana po številnih ljubezenskih aferah. Svojo javno podobo je načrtno gradila na materinstvu in hkrati podžigala govorice o aferah. Njena hči iz prvega zakona Kristina Orbakaitė je prav tako znana pevka.
Po začetku ruske invazije na Ukrajino leta 2022 je s sedanjim možem, televizijskim voditeljem Maksimom Galkinom, zapustila državo in odšla v Izrael. Avgusta se je vrnila v Rusijo z izjavo, da bo »stvari spravila v red«. Invazijo je prvič javno kritizirala septembra 2022, potem ko so Galkina oblasti razglasile za »tujega agenta«.